# Raión de Shyroke
Raión de Shyroke (en ucraniano: Широківський район) es un antiguo raión o distrito de Ucrania en el óblast de Dnipropetrovsk. 
Comprende una superficie de 1210 km².
La capital fue la ciudad de Shyroke.

## Demografía
Según estimación 2010 contaba con una población total de 28094 habitantes.

## Otros datos
El código KOATUU es 1225800000. El código postal 53700 y el prefijo telefónico +380 5657.